# Эджей-хан
Эрхэ-Хоногор Эджей-хан (монг. Эжэй хаан; ум. 1661) — последний монгольский хан из династии Северная Юань (1634—1635), старший сын и преемник монгольского Лигдэн-хана.

## Биография
В феврале 1635 года Эджей-хан и его мать в своей ставке были окружены десятитысячной маньчжурской армией. Эджей-хан по совету матери, урожденной маньчжурской принцессы, признал поражение от маньчжуров и, согласно маньчжурской традиции, отдал великую печать императора Юань маньчжурскому предводителю Абахаю. С этим актом династия Северная Юань прекратила существование. Эджей-хан смог убедить все остальные монгольские роды прекратить вооруженное сопротивление маньчжурам. В апреле 1636 года сорок девять южно-монгольских и восточномонгольских князей на своем съезде признали маньчжурского императора Абахая великим хаганом Монгольской империи с титулом богдо-хан. За свой вклад Эджей-хан получил от Абахая почетный титул Цинь-ван («Милый князь»).
В 1661 году после смерти бездетного Эджей-хана титул цинь-вана унаследовал его младший брат Абунай. Абунай-ван открыто высказывал недовольство маньчжурским господством, за что в 1669 года был по приказу китайского императора Канси помещен под домашний арест в Шэньян. В сентябре 1669 года титул цинь-вана был пожалован его старшему сыну Барни. Вначале Барни-ван был лоялен к маньчжурским властям, но весной 1675 года вместе со своим младшим братом Лубсаном поднял вооруженное восстание. Чахарский Барни-ван с небольшим войском выступил в поход на Мукден (старую маньчжурскую столицу), но 20 апреля потерпел полное поражение от маньчжуров. С трехтысячным отрядом чахарцев братья Барни-ван и Лубсан, не получив никакой военной помощи от остальных монгольских князей, не смогли долго сопротивляться превосходящим силам маньчжурско-китайской армии. После подавления восстания цинское правительство приказало умертвить всех мужских представителей чахарской династии, а все женщины этого рода были проданы в рабство.